# Евгений Драгунов
Евгений Фьодорович Драгунов (на руски: Евге́ний Фёдорович Драгуно́в) е руски оръжеен конструктор, най-известен е с изобретяването на полуавтоматичната снайперска пушка, носеща неговото име – снайперистка пушка на Драгунов.

## Биография
Евгений Драгунов е роден на 20 февруари 1920 г. в град Ижевск в семейство на потомствени оръжейници. През 1934 г. завършва гимназия и се записва в техникум, а след това работи като механик във фабрика. През 1939 г. постъпва в червената армия и е изпратен в школа за младши офицери. През 1941 г. по време на Германо-съветската война е старши оръжейник и работи по съветски и пленени вражески оръжия.
След 1945 г. се завръща в Ижевск и продължава да работи като старши оръжейник и главен конструктор в Ижевския машиностроителен завод. Занимава се с дизайна и конструкцията както на спортни, така и на бойни оръжия. През 1959 г. представя своя дизайн на военната снайперска пушка СВД, която през 1963 г. е приета на въоръжение в съветската армия, а по-късно става известна под името „пушка на Драгунов“.